# Pedro Martín Cermeño
Pedro Martín Cermeño   (Melilla, 26 de març de 1722 - la Corunya, 15 de desembre de 1790) fou un arquitecte i enginyer militar espanyol, fill de Juan Martín Cermeño, també enginyer militar destinat a Catalunya.

## Biografia
Fou membre de San Fernando (1768) i de l'Academia d'Arquitectura (1774) a Madrid.
Treballà amb el seu pare en les obres del Castell de Sant Ferran de Figueres, continuant ell sol l'acabament de la construcció un cop mort el seu pare.
Projectà el 1753 l'església de Sant Miquel del Port a la Barceloneta, obra que seria dirigida per Francisco Paredes i Damià Ribes; projectà la construcció d'unes casernes de cavalleria a la Rambla i a la Barceloneta, a Barcelona; projectà La Seu Nova de Lleida el 1760, que seria construïda del 1761 al 1781 per l'arquitecte Francesco Sabatini; del 1762 al 1764 inspeccionà les obres del col·legi de Cirurgia de Barcelona; el 1761 revisà el projecte de construcció d'una carretera de Barcelona al límit amb el regne d'Aragó, projecte dirigit per l'enginyer Joan Escofet i en el que destaca el Pont de Carles III a Molins de Rei, basat en un antic projecte de Joris Prosper Van Verboom començat el 1765 que trigà quatre anys a ésser construït. Del 1776 al 1778 completà la urbanització de la Rambla de Barcelona enderrocant-ne els murs.
El 1770, essent mariscal de camp, arribà a Mallorca per ajudar a la defensa de l'illa.